# 해동조계복암화상잡저
해동조계복암화상잡저(海東曹溪宓庵和尙雜著)은 서울특별시 종로구 국립고궁박물관에 있는 고려시대의 책이다. 2006년 1월 17일 대한민국의 보물 제1459호로 지정되었다.

## 개요
이 책은 고려 조계산 수선사(修禪社) 제 6세주(世主)인 원감국사(圓鑑國師) 충지(冲止, 1226-1292)의 저술이다. 그의 저술로는 문헌비고에 『원감국사어록(圓鑑國師語錄)』과 『원감국사집(圓鑑國師集)』이 있었다고 하지만 현재 『원감국사가송(圓鑑國師歌頌)』과『해동조계복암화상잡저(海東曹溪宓庵和尙雜著)』가 전하고 있다. 판본은 고려말에 판각된 책판(冊版)에서 찍은 후쇄본(後刷本)일 것으로 추정하는 견해도 있으나『원감국사가송(圓鑑國師歌頌)』과 함께 판각된 조선조 초기인 세종 29년(1447)의 판본으로 추정된다. 고려시대 수선사 제 6세 국사인 원감국사 충지의 문집 중에 잡저(雜著)만을 간행(刊行)한 현전하는 유일본이란 점에서 불교학 및 서지학 연구에 귀중한 자료이다.

## 같이 보기
- 원감국사

## 참고 자료
- 해동조계복암화상잡저 - 국가유산청 국가유산포털